# Windsor Castle (Schiff, 1960)
Die Windsor Castle (II) war ein im Jahr 1960 in Dienst gestelltes Passagierschiff der britischen Reederei Union-Castle Line. Sie war die größte jemals für die Reederei gebaute Einheit und blieb bis September 1977 im Linienverkehr nach Südafrika in Fahrt. Nach seiner Ausmusterung diente der Dampfer bis 1991 unter dem Namen Margarita L als Hotelschiff und wurde anschließend in Griechenland aufgelegt. 2005 ging die Margarita L als letztes existierendes Schiff der Union-Castle Line zum Abwracken nach Indien.

## Geschichte
Die Windsor Castle wurde als Ersatz für die bereits in die Jahre gekommenen Vorkriegseinheiten der Union-Castle Line bei Cammel Laird im englischen Birkenhead gebaut und am 23. Juni 1959 vom Stapel gelassen. Taufpatin des Schiffes war Elizabeth Bowes-Lyon, die Mutter von Königin Elisabeth II.
Die Windsor Castle hatte kein Schwesterschiff, jedoch war die etwas kleinere Transvaal Castle aus dem Jahr 1961 stark an das Äußere der Windsor Castle angelehnt. Zudem gab es optische Ähnlichkeiten zur 1958 fertiggestellten Pendennis Castle. Die Windsor Castle war das größte jemals für die Union-Castle Line in Dienst gestellte Schiff sowie das größte Passagierschiff, das jemals auf der Linienstrecke nach Südafrika im Einsatz stand. Zudem war sie das größte je bei Cammel Laird gebaute Schiff. Der Bau der Windsor Castle kostete etwa zehn Millionen Pfund Sterling.
Nachdem die Windsor Castle am 1. Juni 1960 an ihren Eigner übergeben worden war, lief sie am 18. August 1960 zu ihrer Jungfernfahrt von Southampton nach Durban aus. Für eine Überfahrt nach Südafrika benötigte das Schiff etwa 14 Tage. Seit 1965 konnte diese Zeit durch einen abgeänderten Fahrplan auf etwa 12 Tage reduziert werden. Die Windsor Castle blieb für die kommenden 17 Jahre auf der Südafrika-Route, bis der Liniendienst dorthin unwirtschaftlich wurde. Das Schiff wurde daher nach einer letzten Überfahrt am 19. September 1977 in Southampton ausgemustert und an den griechischen Reeder Giannis Latsis verkauft, der es in Margarita L umbenannte.

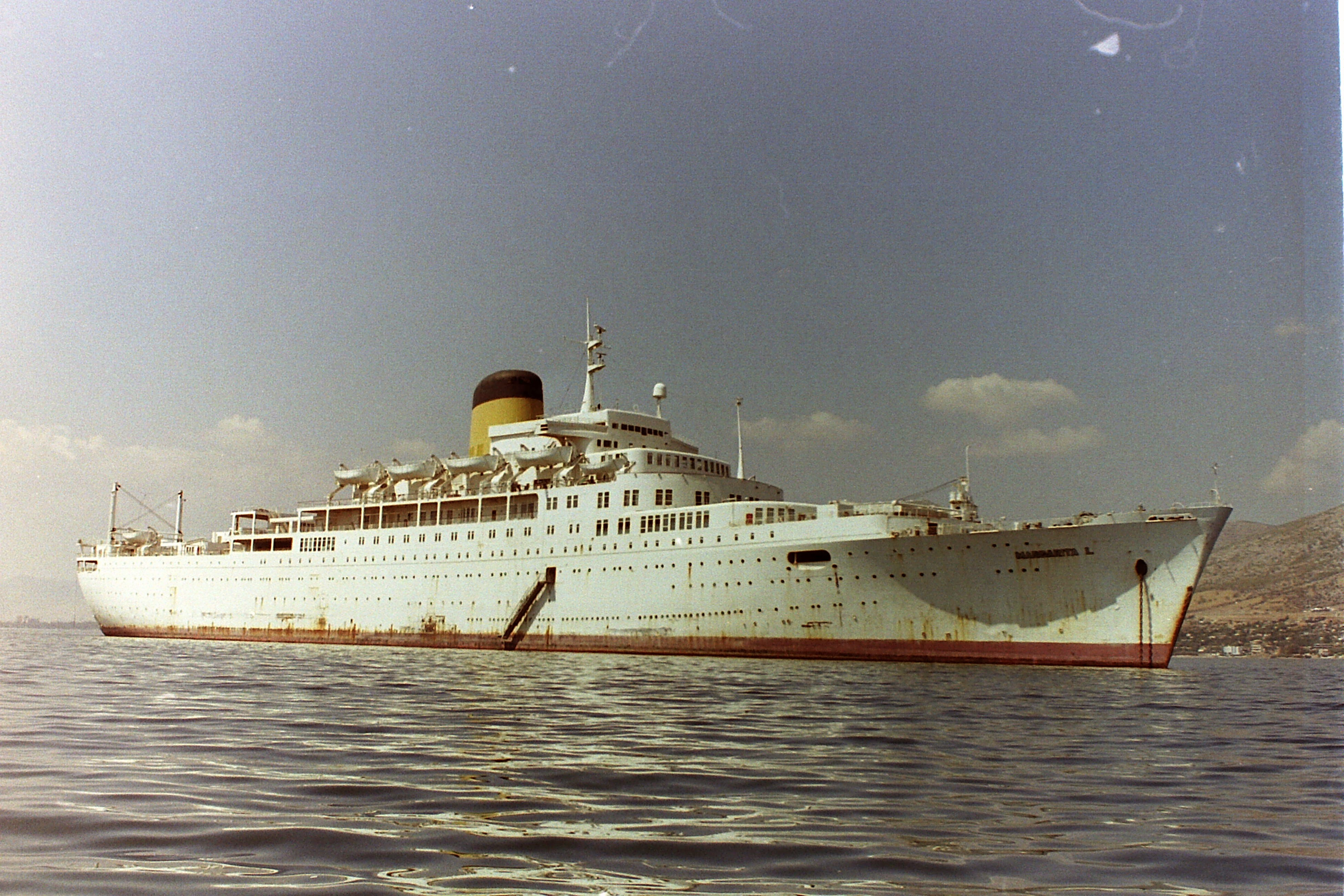
Als Margarita L aufgelegt vor Eleusis, Januar 2002

Die Margarita L traf am 9. Oktober 1977 in Piräus ein, wo sie Umbauarbeiten zum künftigen Einsatz als Hotelschiff erhielt. Am 11. Januar 1979 wurde sie nach Dschidda geschleppt und dort als schwimmendes Hotel eingesetzt. Das Schiff war Teil einer aus insgesamt drei ehemaligen Linienpassagierschiffen bestehenden Flotte von stationären Hotel- bzw. Wohnschiffen im Besitz von Giannis Latsis, zu denen noch die Marianna VI (ehemals Aureol) und Marianna 9 (ehemals Príncipe Perfeito) angehörten.
1984 ging die Margarita L in den Besitz der ebenfalls zu Latsis gehörenden Santa Marianna Shipping & Trading Corporation mit Sitz in Panama über und wurde fortan von Bilinder Marine bereedert. Das Schiff blieb jedoch weiterhin in Dschidda, bis es am 4. Juni 1991 in Eleusis aufgelegt wurde.
Die Margarita L blieb insgesamt mehr als dreizehn Jahre lang in Eleusis liegen, ohne wieder in Dienst gestellt zu werden. Seit 1998 stand das Schiff zum Verkauf, es fand sich jedoch kein neuer Eigner. Giannis Latsis, der zeitweise an Bord lebte und dort Gäste empfing, starb 2003. Am 14. Dezember 2004 wurde die Margarita L zum Abwracken nach Indien verkauft und in Rita umbenannt. Nach weiteren vier Monaten Liegezeit in Eleusis begann am 14. April 2005 die Reise unter eigener Kraft ins indische Alang. Auf der Fahrt dorthin erlitt das zuvor Jahrzehnte nicht eingesetzte Schiff einen Maschinenschaden. Auch der daraufhin angeforderte Schlepper fiel aus demselben Grund kurzzeitig aus, was die Ankunft in Indien weiter verzögerte. Am 21. Juli 2005 traf die Margarita L schließlich im Schlepptau in Alang ein.
Der Abbruch der ehemaligen Windsor Castle begann auf den Tag genau 45 Jahre nach ihrer Indienststellung am 18. August 2005. Sie war zu diesem Zeitpunkt das letzte existierende Schiff der Union-Castle Line.